# باند فرودگاه لوس پینوس
باند فرودگاه لوس پینوس (به انگلیسی: Los Pinos Airstrip) یک فرودگاه همگانی است که یک باند فرود خاک دارد و طول باند آن ۱۱۳۵ متر است. این فرودگاه در کشور ایالات متحده آمریکا قرار دارد و در ارتفاع ۱۴ متری از سطح دریا واقع شده است.